# 選抜高等学校野球大会 (佐賀県勢)
選抜高等学校野球大会においての佐賀県勢の成績について記す。

## 大会結果
| 大会                 | 選出校                     | 試合結果 | 試合結果                 | 成績     |
| -------------------- | -------------------------- | -------- | ------------------------ | -------- |
| 第27回大会（1955年） | 佐賀商（初出場）           | 2回戦    | ○ 6 - 1 防府             | ベスト8  |
| 第27回大会（1955年） | 佐賀商（初出場）           | 準々決勝 | ● 1 - 4 高田             | ベスト8  |
| 第33回大会（1961年） | 唐津実（初出場）           | 2回戦    | ● 1 - 5 東邦（延長13回） | 初戦敗退 |
| 第40回大会（1968年） | 佐賀工（初出場）           | 1回戦    | ● 0 - 1 徳島商           | 初戦敗退 |
| 第45回大会（1973年） | 唐津商（12年ぶり2回目）    | 1回戦    | ● 1 - 3 東邦             | 初戦敗退 |
| 第56回大会（1984年） | 佐賀商（29年ぶり2回目）    | 1回戦    | ○ 17 - 4 高島            | 2回戦    |
| 第56回大会（1984年） | 佐賀商（29年ぶり2回目）    | 2回戦    | ● 6 - 7 愛工大名電       | 2回戦    |
| 第61回大会（1989年） | 龍谷（初出場）             | 1回戦    | ○ 12 - 0 日生第二        | ベスト8  |
| 第61回大会（1989年） | 龍谷（初出場）             | 2回戦    | ○ 3 - 2 西条（延長12回） | ベスト8  |
| 第61回大会（1989年） | 龍谷（初出場）             | 準々決勝 | ● 2 - 13 横浜商          | ベスト8  |
| 第61回大会（1989年） | 佐賀商（5年ぶり3回目）     | 1回戦    | ● 2 - 10 松江東          | 初戦敗退 |
| 第64回大会（1992年） | 佐賀商（3年ぶり4回目）     | 1回戦    | ○ 2 - 1 東農大二         | 2回戦    |
| 第64回大会（1992年） | 佐賀商（3年ぶり4回目）     | 2回戦    | ● 1 - 5 帝京             | 2回戦    |
| 第72回大会（2000年） | 佐賀商（8年ぶり5回目）     | 1回戦    | ○ 5 - 1 創価             | 2回戦    |
| 第72回大会（2000年） | 佐賀商（8年ぶり5回目）     | 2回戦    | ● 1 - 8 作新学院         | 2回戦    |
| 第73回大会（2001年） | 神埼（初出場）             | 2回戦    | ● 4 - 5 小松島           | 初戦敗退 |
| 第73回大会（2001年） | 鳥栖（初出場）             | 2回戦    | ● 1 - 14 尽誠学園        | 初戦敗退 |
| 第76回大会（2004年） | 佐賀商（4年ぶり6回目）     | 1回戦    | ● 6 - 8 金沢             | 初戦敗退 |
| 第78回大会（2006年） | 伊万里商（初出場）         | 1回戦    | ● 0 - 4 智弁和歌山       | 初戦敗退 |
| 第79回大会（2007年） | 小城（初出場）             | 1回戦    | ● 1 - 9 帝京             | 初戦敗退 |
| 第90回大会（2018年） | 伊万里（21世紀枠・初出場） | 2回戦    | ● 2 - 14 大阪桐蔭        | 初戦敗退 |
| 第94回大会（2022年） | 有田工（初出場）           | 1回戦    | ● 2 - 4 国学院久我山     | 初戦敗退 |

## 通算成績
| 出場 | 試合 | 勝利 | 敗戦 | 引分 | 勝率 | 優勝 | 準優勝 | ベスト4 |
| ---- | ---- | ---- | ---- | ---- | ---- | ---- | ------ | ------- |
| 16   | 22   | 6    | 16   | 0    | .273 | 0    | 0      | 0       |

## 学校別成績
| 校名     | 出場数 | 直近出場 | 通算成績 | 最高成績 | 前身校   |
| -------- | ------ | -------- | -------- | -------- | -------- |
| 佐賀商   | 6回    | 2004年   | 4勝6敗   | ベスト8  |          |
| 唐津商   | 2回    | 1973年   | 0勝2敗   | 初戦敗退 | 唐津実   |
| 龍谷     | 1回    | 1989年   | 2勝1敗   | ベスト8  |          |
| 佐賀工   | 1回    | 1968年   | 0勝1敗   | 初戦敗退 |          |
| 神埼     | 1回    | 2001年   | 0勝1敗   | 初戦敗退 |          |
| 鳥栖     | 1回    | 2001年   | 0勝1敗   | 初戦敗退 |          |
| 伊万里実 | 1回    | 2006年   | 0勝1敗   | 初戦敗退 | 伊万里商 |
| 小城     | 1回    | 2007年   | 0勝1敗   | 初戦敗退 |          |
| 伊万里   | 1回    | 2018年   | 0勝1敗   | 初戦敗退 |          |
| 有田工   | 1回    | 2022年   | 0勝1敗   | 初戦敗退 |          |